# Маніяк (телесеріал)
«Манія́к» (англ. Maniac) — телевізійний мінісеріал режисера Кері Фукунаги, знятий у жанрі чорної комедії з елементами трилеру та фантастики на основі однойменного норвезького телесеріалу Еспена Лервааґа 2016 року (див. Maniac). Американський телефільм про поневіряння пацієнтів психіатричної лікарні складається з 10 епізодів, які оприлюднені на каналі Netflix 21 вересня 2018 року.

## Сюжет
Команда науковців доктора Ментлрея винаходить чудодійний лікарський засіб, здатний подолати будь-який психічний розлад. Енні Лендзберг (Емма Стоун) та Овен Мілгрим (Джона Гілл) беруть участь у випробуванні нових ліків: головні герої серіалу сподіваються подолати свої психологічні проблеми — муки розлучення та шизофренічні нахили. Але все ускладняється, коли починають проявлятися побічні ефекти лікування.

## У ролях

### Головні
| Актор         | Роль                        |
| ------------- | --------------------------- |
| Емма Стоун    | Енні Лендсберг              |
| Джона Гілл    | Оуен Мілгрим                |
| Соноя Мідзуно | д-р Адзумі Фудзита          |
| Джастін Теру  | д-р Джеймс Ментлрей         |
| Саллі Філд    | д-р Грета Ментлрей          |
| Гебріел Бірн  | Портер Мілгрім батько Оуена |

### Другорядні
| Актор           | Роль                        |
| --------------- | --------------------------- |
| Кетлін Хлое     | Су «об'єкт №3»              |
| Денні Хок       | Александр «об'єкт №5»       |
| Стівен Гілл     | D'Nail «об'єкт №7»          |
| Елліс Бізлі     | Амелія «об'єкт №11»         |
| Біллі Магнуссен | Джед Мілгрім брат Оуена     |
| Джулія Гарнер   | Еллі Ландсберг сестра Енні  |
| Генк Азарія     | Генк Ландсберг батько Енні  |
| Труді Стайлер   | Анжеліка Мілгрім мати Оуена |
| Ґленн Флешлер   | Себастьян                   |

## Український дубляж
- Катерина Брайковська — Енні
- Роман Молодій — Оуен
- Ліля Цвєлікова — Азумі
- Дмитро Гаврилов — Джед, Ґрімссон
- Дмитро Завадський — Роберт
- Юрій Кудрявець — Джеймс
- Ніна Касторф — Ґрета
- А також: Людмила Суслова, Роман Солошенко, Марія Єременко, Олександр Шевчук, Олена Узлюк, Євген Пашин, Сергій Солопай, Крістіна Вижу, Петро Сова, Ольга Гриськова

Серіал дубльовано студією «Le Doyen» на замовлення компанії «Netflix» у 2021 році.
- Перекладач тексту та пісень — Олена Лісевич
- Режисер дубляжу — Анна Козирицька
- Музичний керівник — Тетяна Піроженко
- Звукорежисер — Віктор Алферов
- Менеджер проєкту — Ірина Кодьман

## Виробництво
Кінокомпанії:
- Anonymous Content
- Paramount Television